# Julius Wilhelm (Romanist)
Julius Wilhelm (* 20. September 1896 in Pleystein; † 5. Mai 1983 in Tübingen) war ein deutscher Romanist und Literaturwissenschaftler.

## Leben
Wilhelm promovierte 1924 in München bei Karl Vossler über Victor Hugo und die Antike und habilitierte sich mit Das Fortleben des Gallikanismus in der französischen Literatur der Gegenwart (München 1933). Am 1. Mai 1937 wurde Julius Wilhelm Mitglied der NSDAP.
Wilhelm war als Nachfolger von Kurt Wais bis 1963 Professor für romanische Philologie an der Universität Tübingen.
Er war Vorsitzender der deutschen Paul-Claudel-Gesellschaft. Sein Nachlass befindet sich im Universitätsarchiv Tübingen.
Er war Mitglied der Studentenverbindungen KStV Karolingia München und KStV Alamannia Tübingen.

## Schriften
- Friedrich Nietzsche und der französische Geist, Hamburg 1939
- Die klassische Literatur Frankreichs, Köln 1949
- Beiträge zur romanischen Literaturwissenschaft, Tübingen 1956
- Nouveau Roman und Anti-Théâtre: Robbe-Grillet, Butor, Sarraute, Claude Simon, Beckett, Ionesco, Adamov, Genet. Eine Einführung, Stuttgart 1972
- Französische Gegenwartsliteratur, Stuttgart 1974